# Асоціація революційного мистецтва України
Асоціа́ція революці́йного мисте́цтва Украї́ни (АРМУ) — творче об'єднання українських радянських художників (1925—1932).
Засновано наприкінці 1925 у Києві. Об'єднувала художників різних стилістичних течій і груп. Після 1927 провідне місце в ній посіли прихильники та учні Михайла Бойчука.

## Особливості АРМУ
Виступала за консолідацію революційних художніх сил і створення мистецтва в довершених сучасних художніх формах, які відповідали б класовій ідеології пролетаріату.
Декларувала рівноцінність ужиткового й образотворчого мистецтва.
Обстоювала перевагу монументального мистецтва над станковим.

## Радянська оцінка АРМУ
Згідно з оцінками, усталеними в радянському мистецтвознавстві, АРМУ «під гаслом боротьби з натуралізмом і провінціалізмом по суті заперечувала класичну спадщину, особливо творчість передвижників, і орієнтувалась на тодішнє декадентське мистецтво Заходу».

## Філії та виставки
АРМУ мала свої філії, студії і гуртки на місцях, зокрема в Донбасі, влаштовувала худож. виставки (республіканська в Харкові, 1927).

## Художники, що входили до АРМУ
- Білопольський Борис Наумович
- Бурачек Микола Григорович
- Довгаль Олександр Михайлович
- Іванова Антоніна Миколаївна
- Касіян Василь Ілліч
- С. Кишиньовський
- Прохоров Семен Маркович
- Хвостенко-Хвостов Олександр Веніамінович
- Шаронов Михайло Андрійович
- Богомазов Олександр Костянтинович
- Давид Бурлюк
- Вадим Меллер
- Єрмилов Василь Дмитрович
- Пальмов Віктор Никандрович
- Бура-Мацапура Віра Іванівна
- Липківський Іван Васильович